# Магдебургские полушария
Магдебургские полушария — эксперимент немецкого физика Отто фон Герике для демонстрации силы давления воздуха и изобретённого им воздушного насоса.

## Эксперимент
В эксперименте использовались «два медных полушария около 14 дюймов (35,56 см) в диаметре, полые внутри и прижатые друг к другу», с уплотнением из специально сшитого и пропитанного смесью воска и скипидара кожаного кольца. Из собранной сферы выкачивался воздух, и полушария удерживались давлением внешней атмосферы.
В 1654 году в Регенсбурге фон Герике продемонстрировал эксперимент Рейхстагу в присутствии императора Фердинанда III. После выкачивания из сферы воздуха 16 лошадей, по 8 с каждой стороны, не смогли разорвать полушария. Неизвестно, использовались ли лошади с обеих сторон для большей зрелищности или по незнанию самого физика, ведь можно было заменить половину лошадей неподвижным креплением, без потери силы воздействия на полушария.
В 1656 году Герике повторял эксперимент в Магдебурге, а в 1663-м — в Берлине с 24 лошадьми. По расчётам популяризатора науки Я. Перельмана для этого требуется по 13 ломовых лошадей на каждую сторону, и то при крайне точно скоординированном рывке.
Оригинальные полушария хранятся в Немецком музее в Мюнхене.

## Вычисление силы, сжимающей полусферы
Сила, действующая со стороны воздуха на одну полусферу полностью откачанной жёсткой сферы радиуса {\displaystyle r}, равна
{\displaystyle \mathbf {F} =-\int \limits _{S_{+}^{2}(r)}{p\mathbf {n} \,ds},}
где {\displaystyle p} — гидростатическое давление; {\displaystyle \mathbf {n} } — единичный вектор внешней нормали. Поскольку по закону Паскаля давление одинаково во всех точках, задача сводится к вычислению интеграла
{\displaystyle \int \limits _{S_{+}^{2}(r)}{\mathbf {n} \,ds}=\mathbf {e} _{x}\int \limits _{S_{+}^{2}(r)}{n_{x}ds}+\mathbf {e} _{y}\int \limits _{S_{+}^{2}(r)}{n_{y}ds}+\mathbf {e} _{z}\int \limits _{S_{+}^{2}(r)}{n_{z}ds}.}
По симметрии ясно, что первые два интеграла равны нулю. Поскольку же {\displaystyle n_{z}ds=ds\cos \theta =dxdy}, имеем:
{\displaystyle \int \limits _{S_{+}^{2}(r)}{n_{z}ds}=\iint \limits _{D^{2}(r)}{dxdy}=\pi r^{2}.}
Таким образом, сила {\displaystyle F=\pi r^{2}p} оказывается такой же, какая действовала бы на поршень в круговом цилиндре радиуса {\displaystyle r}.

Я заказал два медных полушария приблизительно в 3/4 магдебургских локтя в диаметре, или точнее — так как мастера не очень-то заботятся о строгом соблюдении заказанных размеров, — в 67 сотых локтя.
— Отто фон Герике
По учебнику один саксонский локоть равнялся 0,566 м, таким образом, диаметр полусфер составлял 0,379 м. Тогда сила, сжимающая полусферы, равна 11,44 кН. Для разъединения полусфер потребовался бы груз массой 1167 кг. В другой раз фон Герике заказал полусферы диаметром 1 локоть, а точнее, как оказалось, 0,95 локтя. Сила прижатия тогда составила 23,01 кН или 2346 кг.

## Комментарии
1. ↑  В известной популярной физике Перельмана[4] для магдебургского локтя дано значение 0,550 м без указания источника.